# Megiddo: The Omega Code 2
Megiddo: The Omega Code 2 (El Código Omega 2) es la secuela de 2001 de la película de 1999 El Código Omega. La cinta es más una película alterna del filme original, que una continuación.

## Trama de la película
La película empieza con la infancia de Alexander, en EE. UU., y cómo fue poseído por el espíritu del mal. Después de intentar incendiar la cuna de su hermano menor, su padre lo envía a una prestigiosa academia militar en Italia, en donde él estudió hace años. Allí, luego de soportar las burlas constantes de los otros niños, el pequeño Stone va a una vieja iglesia de la zona, en donde se encuentra con el Guardián (un falso sacerdote), quien confirma que él es Satanás en persona. Pasan 10 años, y Alexander se convierte en uno de los mejores alumnos de la Academia. Él se enamora de Gabriella, la hija del director del Instituto, y para quedarse con ella, elimina a un posible pretendiente durante el ejercicio final para graduarse, haciendo que parezca un accidente. Sin embargo, el director de la Academia sospecha que Alexander tuvo algo que ver en ello y se lo hace saber. Pero Stone, con ayuda de una criatura infernal (con la forma de un perro), obliga al director a aprobar su graduación, así como su relación con Gabriella. Pronto, se realiza la ceremonia de graduación de cadetes, entre ellos Alexander. Durante la celebración, Stone se reúne con su padre y con su hermano, David. Al principio parecen llevarse bien, pero cuando David comienza a interesarse por Gabriella, Stone se da cuenta y decide proponerle matrimonio a ella. David, sin poder hacer algo al respecto, felicita a su hermano por la mujer que ahora tendrá.
Pasan 25 años y los dos hermanos se han vuelto grandes oradores políticos. Stone ha alcanzado la cabeza de la Unión Europea, en tanto su hermano, es un distinguido congresista de EE. UU. Durante una celebración en la Academia en donde estudió, el padre de Stone habla en privado con él. Durante la conversación, Stone revela a su padre que sabe acerca de su plan para donar todos sus medios de comunicación y propiedades al mundo. Stone también dice que no dejará que lo haga, ya que necesitará esos recursos para realizar sus ambiciosos planes para “cambiar el mundo”. En ese momento, Stone empuja a su padre por el balcón. Luego vuelve a la fiesta, gritando por ayuda. Cuando van a ver a su padre, este no alcanza a soltar palabra alguna y muere. Todos lloran su pérdida, incluso Stone, pero dicho llanto, pronto se convierte en risa, y se ve cómo han pasado 10 años, y el mundo ha cambiado “para mejor” gracias a Stone.  
En las noticias se muestra como los últimos reductos terroristas han sido destruidos, y cómo las celebraciones se extienden al reconstruido Templo de Jerusalén. En tanto, el presentador recuerda cómo el mundo se ha reorganizado en 10 Zonas, eliminando así todas las fronteras nacionales. Explica que cada zona posee un voto en el Parlamento Mundial, y que pronto Stone Alexander asumirá como Canciller de la Unión Mundial. Mientras, en el cuartel de operaciones del Gobierno estadounidense, el presidente Richard Benson discute junto a sus asesores si habrá sido correcto o no rechazar la oferta de inclusión a la Unión Mundial. En ese momento, llega el vicepresidente David Alexander y expresa enfáticamente su opinión de que fue lo correcto. Además de Estados Unidos, solo Latinoamérica y China no se han unido. El Presidente decide reunirse con el Canciller Alexander en Roma lo más pronto posible. Durante el viaje, David revela al Presidente un informe hecho por la CIA, en el cual se aprecia cómo cada persona que se ha opuesto a Stone ha terminado muerta, pero enigmáticamente por causas naturales. A pesar de la inseguridad de David, y del Coronel Howard (militar que los acompaña), el presidente se reúne con el Canciller, después que este diera un discurso anunciando el primer día del Mundo Unido. Durante la conversación, el presidente deja en claro que EE. UU. no formará parte del "Nuevo Orden Mundial" de Alexander. Stone. Alexander, entonces, decide dar por terminado la reunión, pero antes de irse, le da la mano al Presidente. Al hacerlo, le hace provocar un infarto, lo cual obliga a llevarlo al hospital. Luego, Stone llama a David a su castillo. Allí, David le hace saber que sabe que fue él quien ocasionó lo del Presidente. Stone intenta cambiar la conversación y le hace ver a David que pronto se convertirá en Presidente de la Zona Norteamericana y que lo va a necesitar a su lado, como hermano que es. David no cree ni una palabra de Stone, y le recuerda que mientras China y Latinoamérica estén de su lado, él no conseguirá su propósito. Entonces, Stone le muestra un video, en donde se ve al mismo David empujando a su padre por el balcón. Pocos minutos después, Gabriella y el Coronel Howard llegan e informan del deceso de Benson; ahora, David es el presidente. 
Mientras David insiste ante su gabinete que no se unirá a la Unión Mundial, ocurren varios desastres en el mundo, incluyendo una lluvia de meteoros. Luego, durante una reunión, Gabriella oye cómo Stone aprueba la matanza de miles de manifestantes y le expresa su repudio ante tal acción. En la discusión con Stone, este decide abandonarla, por lo que ella viaja a ayudar a México, donde conoce al Gral. García, quien a pesar del peligro, le ayuda a atender a la gente enferma de la zona.
Los desastres mundiales aumentan, y EE. UU. está a punto de colapsar. Ante esta situación, el vicepresidente Breckenridge, con ayuda del propio Stone Alexander, hace público el falso video en donde David mata su padre. Luego de esto, el FBI es movilizado para arrestar al Presidente, y este, sabiendo que podía suceder, huye en helicóptero a refugiarse con la 6.ª Flota, quienes aún le son leales. Luego del éxito en Norteamérica, Stone pone sus ojos en China. Él necesita que las 10 zonas se reúnan en Megiddo, como dice la profecía, para posteriormente avanzar hasta Jerusalén. De esa manera, el obtendrá el dominio total del mundo. Para obtener el apoyo chino, Stone envía una plaga de insectos, lo que obliga al Premier de ese país a acceder. Sin embargo, Gabriella ve esto y cuando intenta huir es atrapada por el Guardián.
Mientras tanto, David se entera de que en EE. UU., Breckenridge ha asumido como presidente de facto, por lo que decide lanzar un asalto sobre el Castillo de Alexander. No obstante, este ha huido a Medio Oriente. Más adelante, David encuentra a una moribunda Gabriella, quien antes de morir le da instrucciones de seguir a un hombre ciego. De primero, David no entiende, pero luego en la calle se topa con este hombre y lo sigue hasta una iglesia. Allí, el sacerdote reconoce a Stone Alexander como la Bestia de la Revelación. Menciona también el pasaje bíblico sobre cómo será vencida por el Señor, y luego se acerca a David, y junto con el resto de las personas reunidas, lo exhorta a salvarlos. David entiende el mensaje, y pronto se comunica con el Premier Chino, quien compromete sus tropas para ayudarlo.
Posteriormente, en Megiddo, se hallan reunidas las tropas de 9 de las zonas mundiales, a la espera del arribo del Ejército Chino. Mientras, en uno de los cuarteles del campamento, los jefes militares de Norte y Latinoamérica (incluyendo Howard y García), junto al propio David, están preparando el ataque sobre las tropas de Alexander, quien se encuentra en su cuartel General, esperando para dirigir a sus ejércitos a Jerusalén. Durante la noche, David se infiltra en el campamento europeo para acabar con Stone, pero todo resulta una trampa y es capturado. Al otro día, Stone lo saca de su prisión y lo encamina a su cartel, mientras se vanagloria de ser "el conquistador de los hombres" y de como Dios no hace nada para detenerlo. En tanto, las tropas Chinas llegan a Megiddo, y el Premier les ordena silenciosamente tomar posición. Justo cuando Stone cree tener todo listo, el ejército Chino abre fuego sobre su campamento. A su vez, las tropas latinas y norteamericanas hacen lo suyo desde los otros flancos. Las tropas de Stone son tomadas totalmente por sorpresa y derrotadas rápidamente en tierra y aire. Mientras Stone exhorta a sus soldados a luchar a muerte, David aprovecha para escapar, justo antes que los disparos de los tanques Hispanoamericanos destruyan el cuartel de Alexander. 
Cuando David se acerca a ver la destrucción, para su sorpresa, encuentra a Stone, caminando sin ningún rasguño, Él pronto se convierte en una gran gárgola, revelando su verdadera identidad como Satanás. Luego de herir gravemente a David, Stone sume en la oscuridad a todo el campo de batalla, y llama a sus ejércitos caídos para que destruyan a sus enemigos. Las tropas de Alexander ahora toman la iniciativa y sobrepasan rápidamente a los ejércitos norteamericanos, latinos y chinos. En el clímax de la batalla, y con su aparente triunfo asegurado, Stone se proclama como el señor, pero, entonces, el cielo se abre y una gran luz cae sobre Jerusalén y luego se expande por todos lados. Satanás, perplejo, observa como unos rayos de luz acaban con todo su ejército, mientras los soldados aliados son liberados de ataduras. El Guardián, consternado por la derrota, intenta huir del campo de batalla, pero es alcanzado por dos espadas de luz pura, que lo hacen desvanecerse. Finalmente, el mismo Stone/Satanás, es forzado a arrodillarse y a admitir que el Nazareno (Jesucristo), es el Señor, para luego ser arrojado a un hoyo prefundo de lava, el Lago de fuego, donde es encadenado. David sigue tendido sobre el suelo, mientras observa una fuerte luz que continúa hasta cubrir todo. El filme termina con una imagen del nuevo paraíso sobre la Tierra, y la declaración que Dios ha establecido su hogar junto al hombre para siempre.

## Reparto
- Michael York como Stone Alexander.
- Michael Biehn como David Alexander.
- John DeMita como el presentador de noticias Chuck Farrell.
- Diane Venora como Gabriella Francini.
- R. Lee Ermey como el presidente Richard Benson.
- Udo Kier como El Guardián.
- Franco Nero como el General Francini.
- Noah Huntley como Stone Alexander (21 años).
- Chad Michael Murray como David Alexander (16 años).
- Elisa Scialpi como Gabriella Francini (18 años).
- Jim Metzler como Breckenridge.
- Michael Paul Chan como el premier chino.
- Oleg Shtefanko como el presidente ruso Kochinsky.
- Guy Siner como el primer ministro británico.
- Gil Colon como el coronel Rick Howard.
- Eduardo Yáñez como el general García.
- Tony Amendola como el padre Tirmaco.
- Forbes Riley como Dana Kincaid.
- Michael Alexander Rosado CRV 21

## Líneas memorables
- Stone Alexander: 2000 años. ¿Lo sientes? ¿Sientes como todo llega al final? < Apuntando hacia la pintura de un ensangrentado Cristo crucificado > Tu sacrificio fue por nada. Pronto estarás reverenciándome. Y tu Padre me verá como lo que soy realmente... el conquistador de los hombres. Listo para compartir... no, para asumir su trono. Por esa razón disfruten del cielo, ustedes los que habitan en él. < Cruza la habitación para ver una Biblia abierta, y apuntar unas páginas con 2 de sus dedos > Desafortunados los habitantes de la Tierra y el mar... porque el diablo ha venido... con gran ira... porque sabe que tiene poco tiempo.

- Stone Alexander: Ellos creen en mí ahora. ¡En mi! Sí, pruébalos. Dales tribulaciones. Desata ahora tu ira... disemina tus plagas, ¡yo te reto! < En respuesta un cometa atraviesa el cielo nocturno y golpea el Coliseo Romano, pulverizándolo > ¡Oh, bravo! Bien hecho. Pero puedes hacerlo mejor. Adelante... derrama tus bolas de ira sobre la Tierra. ¡Muestra tu ira!

- Primer Ministro Británico: ¡Ellos creen que es el fin del maldito mundo!. ¡Se están manifestando en las calles!

- FBI: Estamos aquí para arrestar al Presidente.
- Agente del Servicio Secreto: No en mi turno.

- Pastor: ¡Yo soy la alfa y la omega! ¡El principio y el final! Sálvanos.

- El Guardián: ¿Donde está tu Dios ahora?

- David Alexander: Estará aquí.

- Stone Alexander Oh, ¿de veras? Entonces quizás te lo presente... cuando llegue. ¿Acaso has oído a sus heraldos... anunciando su regreso triunfante? ¿No? Hmm. Bastante gracioso... Yo tampoco. Bueno, quizás esta vez ha encontrado su oponente.

- David Alexander: Todos tus ejércitos, tus armas... ninguno te servirá contra Dios.

- Stone Alexander: ¿Tú todavía no lo entiendes, cierto? Esta batalla entre Dios y yo es por el alma de los hombres. Esos... esos cuerpos allá afuera... ellos no son... no son mis ejércitos. Ellos son mis trofeos. Oh, pero lo ves, ¿no es así? Sí, tú lo entiendes. Tu mayor creación y ellos te abandonan. Ahora, me seguirán a mí. Yo he ganado. Ahora transformaré este planeta... en un paraíso de mi tipo. Mis ángeles caídos se volverán a levantar. Oh, ¿has oído hablar del término infierno en la Tierra? Bueno, este es el primer día del nuevo milenio. Empezando mañana, va a ser totalmente peor.

- David Alexander: ¡Libertad de elección, Stone! ¡Esa es la parte de la ecuación humana que olvidaste!

- Breckenridge: ¿A donde vas?
- Presidente Ruso: ¡A pelear!

- Satanás: ¡Lo ves! ¡La corriente ha cambiado! ¡Nadie puede derrotarme! Yo soy el poder. ¡Yo soy el señor!

- Satanás: ¡Nazareno! Nazareno... Tú... eres... el Señor...